# NGC 5681
NGC 5681 is een spiraalvormig sterrenstelsel in het sterrenbeeld Ossenhoeder. Het hemelobject werd op 1 mei 1865 ontdekt door de Duits-Deense astronoom Heinrich Louis d'Arrest.

## Synoniemen
- UGC 9393
- MCG 2-37-25
- ZWG 75.83
- IRAS 14332+0831
- PGC 52169